# Lagidium viscacia tucumana
La vizcacha de las cumbres tucumanas (Lagidium viscacia tucumana) es una de las subespecies en que se subdivide la especie Lagidium viscacia, un roedor de la familia de las chinchillas. Se distribuye en el noroeste del Cono Sur de Sudamérica.

## Taxonomía
Esta subespecie fue descrita originalmente como una buena especie en el año 1907 por el mastozoólogo británico Michael Rogers Oldfield Thomas, bajo la combinación científica de Viscaccia tucumana.
En el año 1919 el propio Thomas la transfirió al género Lagidium, combinándola como Lagidium tucumanum.
En el año 1940, J. R. Ellerman la rebaja a subespecie: Lagidium viscaccia tucumana, con incorrecto nombre específico.
Holotipo
El holotipo designado es el catalogado como: B.M. número 5.10.29.6. Es una hembra adulta colectada por L. Dinelli (junto con otros 5 especímenes) el 10 de abril de 1904. Fue depositada en el Museo Británico y luego transferida al Museo de Historia Natural, de Londres.
Localidad tipo
La localidad tipo referida es: “cumbre de Mala-Mala, a una altitud de 3000 msnm, sierra de Tucumán, Argentina”.
Etimología
Etimológicamente, el término subespecífico tucumana es un topónimo que refiere a la terra typica del ejemplar tipo: la provincia argentina de Tucumán.

## Distribución
Esta subespecie se distribuye en montañas del noroeste de la Argentina, en las provincias de: Jujuy (centro), Salta (centro) y Tucumán, de esta última fue descrita originalmente. 
El zoólogo y paleontólogo español —nacionalizado argentino— Ángel Cabrera extendió su geonemia a las otras provincias del noroeste de ese país, sin dar detalles de la razón que lo justifique.
En Jujuy habita en la región altoandina y en la Prepuna; geográficamente tiene una separación neta con la distribución de Lagidium viscacia vulcani, la que se extiende por el norte provincial.
Localidades de Jujuy
- Alfarcito (2600 m s. n. m.);
- Cerro de Lagunita al este de Maimará (4500 m s. n. m.);
- La Laguna (4500 m s. n. m.);
- Sierra de Zenta, al este de Maimará;
- Maimará (2230 m s. n. m.);
- Montañas al oeste de Yala (12.000 ft.);
- Sierra de Zenta;
- Tilcara;
- Cerro Negro;
- Laguna Colorada;[8]
- Cerro Hermoso –cercanías- (2800 m s. n. m.).[9]

Localidades de Salta
- Chorrillos.[10]

## Características
Este taxón es un roedor de tamaño inferior a Lagidium viscacia famatinae. La longitud del cráneo es de 85 mm. Presenta grandes ojos oscuros y orejas siempre erectas, largas, protegidas por pelos. A ambos lados del hocico exhibe muy largas vibrisas, rígidas, oscuras, las que apuntan hacia abajo y hacia atrás. Crecen en forma continua tanto sus molariformes como sus incisivos; la coloración amarillenta de estos últimos permite distinguirla de L. v. vulcani, taxón que los presenta completamente blancos.
Posee un pelaje suave, denso y lanoso (con pelos de 24 mm de longitud), el cual exhibe un patrón cromático dorsal (incluida la cabeza) gris claro, mucho más grisáceo que L. v. famatinae De Lagidium viscacia lockwoodi se separa por tener el pelaje dorsal menos oscuro, especialmente en la región cefálica. Contrasta con el color dorsal una línea dorsal longitudinal de color más oscuro, y de una longitud menor que en otros taxones: 100 mm.
Ventralmente es cremoso anteado. Presenta distinguibles parches axilares blancos.
Todas sus extremidades tienen 4 dedos; las almohadillas plantares son las únicas zonas desnudas de pelaje de todo su cuerpo; el pelaje de los pies es cremoso. Las anteriores son más cortas, y sus débiles uñas no le sirven para cavar. Las posteriores tienen pies de 91 mm; estas son mayores y cuentan con fuerte musculatura y largos pies, que le permite escapar de sus predadores saltando entre las rocas.
La cola es alargada y está cubierta por pelos largos, los que en su parte dorsal muestran mayor longitud y rigidez y una coloración entremezcla de negro y blanco a grisáceo, concluyendo en su extremo en un mechón con forma de pincel; la parte inferior de la cola es negra en su sector proximal y más gris en la porción distal. No presenta diferencia marcada en la coloración de la parte inferior respecto a la superior, como sí ocurre en L. v. famatinae. Normalmente, la cola se encuentra doblada hacia arriba; solamente la libera de esa posición cuando se desplaza entre las rocas, en razón de que cumple una función de balance para mantener la estabilidad durante sus grandes saltos.

## Historia natural
Muchos de los aspectos de su historia de vida se conocen poco o aún son especulativos, por lo que mayores estudios científicos se necesitan. 
Hábitat
Esta subespecie vive en la alta montaña; en la provincia de Tucumán habita en altitudes comprendidas entre los 3000 y los 4000 m s. n. m..
Lucero, M. M. (1983). Lista y distribución de aves y mamíferos de la provincia de Tucumán (No. 75). Ministerio de Cultura y Educación, Fundación Miguel Lillo.
Sus hábitats característicos siempre poseen abundantes rocas y vegetación no arbórea, rala, incluso árida; especialmente prefieren acantilados, bardas aisladas, roquedales de cañadones y fuertes pendientes y enclaves rocosos que emergen de altiplanicies, siempre en ambientes agrestes. 
Hábitos
Posee hábitos diurnos, con mayor actividad en las primeras y últimas horas del día. Es de costumbres gregarias, viviendo en grupos familiares o colonias. Cada individuo o pareja defiende un pequeño territorio, el cual se centra en la grieta entre las rocas que utilizan como guarida y una superficie de su derredor, la que incluye un área con tierra suelta que es empleada como revolcadero para empolvar su pelaje con el objetivo de que este conserve sus cualidades aislantes. También suele contar con una plataforma rocosa o balcón de descanso, donde toma baños de sol y sobre el cual la pareja realiza entre sí sesiones de espulgamiento y acicalamiento. Para mantenerse comunicados o alertar la presencia de posibles predadores, emiten una serie de sonidos de contacto y alarma.
Dieta y depredadores
Se alimenta solamente de vegetales, en especial de gramíneas. Durante el invierno no hibernan; frente a temporadas de frío riguroso pueden descender altitudinalmente buscando mejores condiciones de vida.
Entre sus posibles predadores se encontrarían el puma (Puma concolor), el zorro colorado andino (Lycalopex culpaeus andinus) y grandes aves rapaces de hábitos diurnos, en especial el águila mora (Geranoaetus melanoleucus).
Reproducción
Se conoce muy poco de sus hábitos de cría. La temporada reproductiva abarcaría desde la primavera hasta el fin del verano. La hembra podría ser poliéstrica, pudiendo parir 2 o 3 veces cada año, si las condiciones le son propicias. Luego de un periodo de gestación de entre 120 y 140 días, dentro de su refugio entre las rocas da a luz a una única cría (raramente 2), la que ya nace con buen desarrollo, los ojos abiertos y la capacidad de complementar con vegetales la lactancia materna, la cual dura unos 60 días. Al llegar su peso a 1 kg, alcanza su madurez sexual, esto ocurre entre los 7 y los 12 meses de vida.
Conservación
Su captura por los humanos fue mayor en el pasado. Es cazada solo localmente, para aprovechar su carne y, en menor medida, su piel, de escasa calidad y valor comercial. Al poseer un hábitat poco utilizable desde el punto de vista agropecuario, no ha sido alterado, por lo cual el estado de conservación de sus poblaciones no presentaría problemas. 